# 東方集團 (黑龍江)
東方集團股份有限公司（上交所除牌前：600811）是中國大陸一家控股的民營綜合企業，投資和經營金融、貿易、港口、建設、工業、旅遊等業務。
東方集團在1994年於上海證券交易所上市，是黑龍江省首家發行並上市A股的企業之一。
2025年2月28日，中国证监会通报称，东方集团披露的2020年至2023年财务信息严重不实，涉嫌重大财务造假，将面临重大违法强制退市的风险。3月16日，东方集团披露称，公司被中国证监会责令改正，给予警告，并处以1000万元罚款；实控人张宏伟、董事长孙明涛分别被罚款1000万元、500万元，且均被终身证券市场禁入；其余七名高管分别被处以150万至500万元罚款。4月30日，该公司从上交所退市。

## 連結
- 東方集團股份有限公司 （页面存档备份，存于）